# Goltoft
Goltoft är en ortsteil i kommunen Brodersby-Goltoft i Kreis Schleswig-Flensburg i förbundslandet Schleswig-Holstein i Tyskland. Goltoft var en kommun fram till 1 mars 2018 när den uppgick i Brodersby-Goltoft. Goltoft hade 214 invånare 2017.